# Телосложение
Телосложе́ние — пропорции и особенности частей человеческого тела, а также особенности развития костной, жировой и мышечной тканей.
Размеры и формы тела каждого человека генетически запрограммированы. Эта наследственная программа реализуется в ходе онтогенеза, то есть в ходе последовательных морфологических, физиологических и биохимических трансформаций организма от его зарождения до конца жизни.
Соматоти́п, сомати́ческая конститу́ция — конституционный тип телосложения человека, но это не только собственно телосложение, но и программа его будущего физического развития.
Телосложение человека изменяется на протяжении его жизни, тогда как соматотип обусловлен генетически и является постоянной его характеристикой от рождения и до смерти. Возрастные изменения, различные болезни, усиленная физическая нагрузка изменяют размеры, очертания тела, но не соматотип. Соматотип — тип телосложения — определяемый на основании антропометрических измерений (соматотипирования), генотипически обусловленный, конституционный тип, характеризующийся уровнем и особенностью обмена веществ (преимущественным развитием мышечной, жировой или костной ткани), склонностью к определённым заболеваниям, а также психофизиологическими отличиями.

## Размеры тела
Среди размеров тела выделяют тота́льные (от лат. totalis — весь, целый, полный) и парциа́льные (от лат. pars — часть). Тотальные (общие) размеры тела — основные показатели физического развития человека. К ним относятся длина и масса тела, а также обхват груди. Парциальные (частичные) размеры тела являются слагаемыми тотального размера и характеризуют величину отдельных частей тела. Размеры тела определяются при антропометрических обследованиях.
Большинство антропометрических показателей имеет значительные индивидуальные колебания. Тотальные размеры тела зависят от его длины и массы, окружности грудной клетки. Пропорции тела определяются соотношением размеров туловища, конечностей и их сегментов. Размеры тела (наряду с другими параметрами, характеризующими физическое развитие) являются важными параметрами спортивного отбора и спортивной карьеры. Например, для достижения высоких спортивных результатов в баскетболе большое значение имеет высокий рост и длинные конечности. Вместе с тем, не так уж редко большого успеха достигают и те спортсмены, соматотип которых отличается от наилучшего для данного вида спорта. В подобных случаях сказывается влияние многих факторов, и в первую очередь таких, как уровень физической, технической, тактической и волевой подготовки атлетов.

## Пропорции тела
При одинаковой длине тела величины отдельных его частей у разных индивидуумов могут быть различны. Эти различия выражаются как в абсолютных размерах, так и в соотносительных величинах. Под пропорциями тела подразумеваются соотношения размеров отдельных частей тела (туловища, конечностей и их сегментов). Обычно размеры отдельных частей тела рассматриваются в соотношении с длиной тела или выражаются в процентах длины туловища или длины корпуса. Для характеристики пропорций тела наибольшее значение имеют относительные величины длины ног и ширины плеч.

### Индексы и типы пропорций тела
Так как пропорции тела обозначают соотношение размеров различных его частей, то, естественно, для их характеристики имеют значение не абсолютные, а относительные размеры туловища, конечностей и т. п. Наиболее старый, но распространённый приём для установления соотношения размеров — метод индексов, который состоит в том, что один размер (меньший) определяется в процентных долях другого (большего) размера.
Наиболее распространённым методом характеристики пропорций тела является вычисление отношения длины конечностей и ширины плеч к общей длине тела. По соотношениям этих размеров обычно выделяют три основных типа пропорций тела:
- брахиморфный, который характеризуется широким туловищем и короткими конечностями;
- долихоморфный, отличающийся обратными соотношениями (узким туловищем и длинными конечностями);
- мезоморфный, занимающий промежуточное положение между брахи- и долихоморфным типами.

Различия между названными типами обычно выражают с помощью системы индексов; например, в процентах длины тела определяют ширину плеч, ширину таза, длину туловища, длину ног. Индексы эти могут быть использованы как средства непосредственного выражения формы и для этой цели вполне пригодны.

### Пропорции тела и возраст человека

Возрастные изменения пропорций тела. КМ — средняя линия. Цифры справа показывают соотношения частей тела у детей и взрослых, цифры внизу — возраст

Возрастные различия в пропорциях тела общеизвестны: ребёнок отличается от взрослого относительно короткими ногами, длинным туловищем, большой головой (рис). Для характеристики возрастных изменений пропорций тела можно выражать размеры у детей в долях величины этих размеров у взрослых, приняв их за единицу. Ниже приведены данные возрастных изменений пропорций тела у мальчиков (по Бунаку):
| Размеры        | Новорождённые | 1 год | 4 года | 7 лет | 13 лет | 17 лет | 20 лет |
| -------------- | ------------- | ----- | ------ | ----- | ------ | ------ | ------ |
| Длина ноги     | 0,24          | 0,36  | 0,56   | 0,68  | 0,85   | 0,98   | 1,00   |
| Длина руки     | 0,32          | 0,44  | 0,54   | 0,67  | 0,81   | 0,97   | 1,00   |
| Длина туловища | 0,36          | 0,46  | 0,6    | 0,68  | 0,82   | 0,92   | 1,00   |
| Ширина плеч    | 0,32          | 0,44  | 0,58   | 0,68  | 0,83   | 0,93   | 1,00   |
| Ширина таза    | 0,28          | 0,44  | 0,6    | 0,68  | 0,83   | 0,93   | 1,00   |

### Пропорции тела и половые различия
Половые различия частично связаны с различием в длине тела мужчин и женщин, но главным образом они являются специфическим проявлением полового диморфизма. Женщины отличаются от мужчин большей шириной таза и меньшей шириной плеч (по отношению к длине тела).
Длина руки и длина ноги в процентах от длины тела больше у мужчин.
При всех расчётах мужчины обладают относительно более узким тазом и более широкими плечами, чем женщины.

### Пропорции тела и конституционный тип

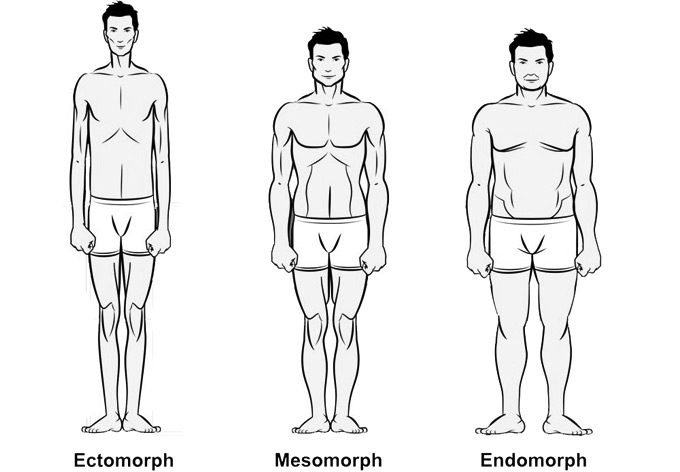
Три типа телосложения

Гармоничность пропорций тела является одним из критериев при оценке состояния здоровья человека. Диспропорции тела связаны обычно с нарушениями развития, в частности, с заболеваниями эндокринной системы.
На основании вычисления пропорций тела в анатомии выделяют три основных типа телосложения человека: мезоморфный, брахиморфный, долихоморфный.
К мезоморфному типу телосложения (нормостеники) отнесены люди, анатомические особенности которых приближаются к усреднённым параметрам нормы (с учётом возраста, пола и т. д.).
У людей брахиморфного типа телосложения (гиперстеники) преобладают поперечные размеры, хорошо развита мускулатура, они не очень высокого роста. Сердце расположено поперечно благодаря высоко стоящей диафрагме. У брахиморфных лёгкие более короткие и широкие, петли тонкой кишки расположены преимущественно горизонтально.
Люди долихоморфного типа телосложения (астеники) отличаются преобладанием продольных размеров, имеют относительно более длинные конечности, слабо развитые мышцы и тонкую прослойку подкожного жира, узкие кости. Диафрагма у них расположена ниже, поэтому лёгкие длиннее, а сердце расположено почти вертикально.
В табл. 3 приведены относительные размеры частей тела у людей разных типов телосложения.
Таблица 3. Пропорции тела (по Башкирову):
| Тип телосложения                | Размеры частей тела относительно длины тела, % | Размеры частей тела относительно длины тела, % | Размеры частей тела относительно длины тела, % | Размеры частей тела относительно длины тела, % | Размеры частей тела относительно длины тела, % |
| Тип телосложения                | Длина                                          | Длина                                          | Длина                                          | Ширина                                         | Ширина                                         |
| Тип телосложения                | туловища                                       | ноги                                           | руки                                           | плеч                                           | таза                                           |
| Долихоморфный (астенический)    | 29,5                                           | 54,0                                           | 46,5                                           | 21,5                                           | 16,0                                           |
| Мезоморфный (нормостенический)  | 31,0                                           | 52,0                                           | 44,5                                           | 23,0                                           | 16,5                                           |
| Брахиморфный (гиперстенический) | 33,5                                           | 50,0                                           | 42,5                                           | 24,5                                           | 17,5                                           |

### Групповые различия в пропорциях тела
Наблюдаются значительные различия в пропорциях тела между различными расами: брахиморфный тип, например, свойствен эскимосам, а долихоморфный — высокорослым вариантам негроидной расы. Торс негроида в среднем на три сантиметра короче, чем торс европеоида (при равном росте). Соответственно, ноги и шаг у чернокожего человека длиннее. У чукчей, так же как и у эскимосов, обычно короткие ноги и квадратное туловище. Эти различия имеют большое значение в спорте: чернокожие спортсмены добиваются наибольших достижений в тех видах спорта, где требуется скорость (бег, баскетбол); азиаты добиваются наибольших успехов там, где важны низкий рост, гибкость и быстрота реакции (единоборства, настольный теннис, гимнастика).

## Соматотипирование

### Типология человека Кречмера
Специфика обменных процессов и эндокринных реакций составляет сущность функциональной конституции. Конституция в широком смысле (включая генетическую, морфологическую и функциональную) представляет интерес потому, что её считают ответственной за своеобразие реактивности организма. Считается доказанной неодинаковая восприимчивость людей разных конституционных типов к действию внешних и внутренних факторов.
В настоящее время насчитывается более ста классификаций конституции человека, основанных на различных признаках. Поэтому существуют конституциональные схемы, в основу которых положены морфологические, физиологические, эмбриологические, гистологические, нервно-психические и другие критерии. Попытки классифицировать человека по строению тела, особенностям поведения, либо предрасположенности к тем или иным заболеваниям восходит к глубокой древности. В IV веке до н. э. древнегреческий врач Гиппократ впервые связал особенности телосложения людей с их предрасположенностью к определённым заболеваниям. На основе эмпирических сопоставлений он показал, что люди невысокого роста, плотные, склонны к апоплексическому удару, люди же высокие и худые — к туберкулезу. Однако, никакой классификации, различающей людей по типу строения тела, Гиппократ не создал, так как его основной интерес лежал в области изучения человеческого темперамента. Современная психология до сих пор пользуется типологией Гиппократа, разделяя людей на холериков, сангвиников, флегматиков и меланхоликов.
Внимания заслуживает типология человека немецкого психопатолога Кречмера (1888—1964), который был убеждён, что люди с определённым типом телосложения имеют определённые психические особенности. Им была разработана следующая типология телосложения:
- астеник («слабый») отличается небольшим ростом «в толщину» при большем росте «в длину»; он худой, с тонкой бледной кожей, узкими плечами, длинной и плоской грудной клеткой, имеет хрупкое телосложение, высокий рост; кажется ещё выше, чем он есть в действительности[9]; у него худые руки, длинные нижние конечности, вытянутое лицо, длинный тонкий нос[10][11]. У ярко выраженных астеников наблюдается также несоответствие между удлинённым носом и недоразвитием нижней челюсти[9]; астенические женщины напоминают астеников-мужчин, но они могут быть не только худощавы, но и малорослы. Ярко выраженные астеники преждевременно старятся[9];
- пикник («толстый, плотный») — среднего или малого роста, с богатой жировой тканью, расплывшимся туловищем, круглой головой на короткой шее, с мелким широким лицом. Обнаруживает тенденцию к ожирению;
- атлетик («борец») имеет хорошую мускулатуру, крепкое телосложение, средний рост, широкие кости, широкий плечевой пояс и узкие бедра, выпуклые лицевые кости.

Кроме названных типов, Кречмер выделял ещё диспластический тип, характеризующийся бесформенным строением и различными деформациями телосложения.

### Экто-, мезо- и эндоморфия

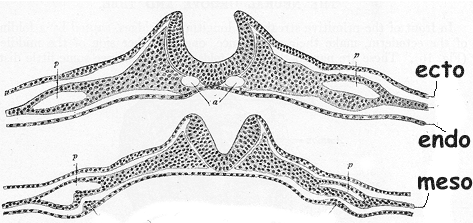
Стадии внутриутробного развития человека. Формирование трёх зародышевых листков: эктодермы, мезодермы и эндодермы

Различают три основных типа телосложения: эктоморфный, мезоморфный и эндоморфный. Эти названия они получили от наименований трёх зародышевых листков: наружного — эктодермы, из которого формируется нервная система, покровные ткани (кожа) и железы; мезодермы, из которого формируются костно-мышечная и сердечно-сосудистая система; внутреннего — эндодермы, из которого формируется пищеварительный тракт.
Известно, что к концу третьей недели развития зародыш человека имеет вид трёхслойной пластинки, или трёхслойного щитка. В области наружного зародышевого листка видна нервная трубка, а глубже — спинная струна, то есть появляются осевые органы зародыша человека. Тело зародыша из плоского щитка превращается в объёмный, эктодерма покрывает тело зародыша со всех сторон.
Из эктодермы в дальнейшем образуются нервная система, эпидермис кожи и её производные, эпителиальная выстилка ротовой полости, анального отдела прямой кишки, влагалища. Мезодерма даёт начало внутренним органам (кроме производных эндодермы), сердечно-сосудистой системе, органам опорно-двигательного аппарата (костям, суставам, мышцам), собственно коже.
Эндодерма, оказавшаяся внутри тела зародыша человека, свёртывается в трубку и образует эмбриональный зачаток будущей кишки. Узкое отверстие, сообщающее эмбриональную кишку с желточным мешком, в дальнейшем превращается в пупочное кольцо. Из эндодермы формируются эпителий и все железы пищеварительной системы и дыхательных путей.

### Система соматотипирования Шелдона

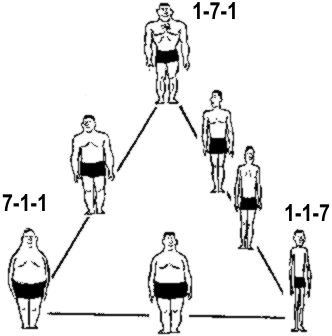
Система соматипирования Шелдона. Чистый эндоморф (7-1-1), Чистый мезоморф (1-7-1), Чистый эктоморф (1-1-7)

Научные основы соматотипирования разработал профессор Гарвардского университета Уильям Шелдон (1898—1977). Следуя этой системе, все люди по морфологическим признакам разделяются на эндоморфов, мезоморфов и эктоморфов. Количественная оценка каждого из этих трех компонентов определяется для каждого конкретного индивида так, что «1» представляет абсолютный минимум выраженности данного компонента, а «7» — абсолютный максимум.
С исторической точки зрения соматотип — это характеристика телосложения, определённая по системе У. Шелдона, который в 1940 году первым предположил, что существуют не дискретные типы телосложения, а непрерывно распределенные «компоненты» телосложения, совокупность которых и характеризует телосложение. Шелдон выделил три таких компонента — эндоморфный, мезоморфный и эктоморфный, каждый из которых оценивается визуально квалифицированным специалистом по балльной системе (от 1 до 7 с равномерными интервалами между баллами). Совокупность балльных оценок по трём компонентам — тройка чисел А-Б-В — и называется соматотипом человека. Для облегчения оценки Шелдон в 1954 году издал атлас соматотипов; по его методике не нужно было проводить никаких измерений — достаточно было иметь три фотографии человека в обнаженном виде: спереди, сбоку и сзади плюс опыт визуальной оценки.
Компоненты соматотипа нагляднее всего видны при описании крайних проявлений:
- чистый эндоморф (7-1-1) характеризуется шарообразными формами, у такого индивидуума круглая голова, большой живот, слабые, вялые руки и ноги, с большим количеством жира на плечах и бедрах, но тонкие запястья и лодыжки; этому человеку, в большей степени, сопутствует избыточное жироотложение;

Рисунки из атласа Шелдона. Чистый эндоморф (7-1-1), Чистый мезоморф (1-7-1), Чистый эктоморф (1-1-7)

- чистый мезоморф (1-7-1) — это человек, чьё тело сравнимо со скалой, у него массивная кубическая голова, широкие плечи и грудная клетка, мускулистые руки и ноги; количество подкожного жира минимально, профильные размеры невелики;
- чистый эктоморф (1-1-7) — этот человек имеет худое, вытянутое лицо, сдвинутый назад подбородок, высокий лоб, узкая грудная клетка и живот, узкое сердце, тонкие и длинные руки и ноги; подкожный жировой слой почти отсутствует, мускулатура не развита; чистый эктоморф не страдает от ожирения.

Большинство людей не относится к крайним вариантам телосложения (эндоморф, мезоморф, эктоморф), в их телосложении в той или иной степени выражены все три компонента, и наиболее обычными соматотипами будут 3-4-4, 4-3-3, 3-5-2. Кроме того, отдельные части тела одного человека могут явственно относиться к разным соматотипам — такое несоответствие носит название дисплазии, однако её учёт остался слабым местом системы Шелдона.
Шелдон рассматривал соматотип человека как неизменный в течение жизни — меняются внешний вид и размеры тела, но не соматотип. Например, различные болезни, неправильное питание или гипертрофия мышц, связанная с усиленной физической нагрузкой, изменяют только очертания тела, но не сам соматотип.
Большой интерес представляют исследования Шелдона и его учеников, которые были посвящены изучению изменения веса тела (рост-весового индекса) человека на протяжении его жизни в зависимости от соматотипа. Было проведено огромное количество антропологических измерений на протяжении десятков лет, и полученные результаты были сведены в таблицы. На основании этих таблиц возможен прогноз веса индивидуума мужского или женского пола в различные жизненные периоды в зависимости от его роста и соматотипа.
Система сомотипов Шелдона легла в основу теории Эрнста Кречмера, в которой телосложения тоже разделяются на три типа: астенический, атлетический, пикнический.

### Прогнозирование физического развития
Например, при исследовании группы студентов, занимающихся спортом, примерно одного возраста (от 18 до 21 года) мужского пола, определены их росто-весовые и соматотипические данные.

Прогнозирование максимального веса в зависимости от соматотипа (по Шелдону). Пояснение в тексте)

Студент А. Имеет соматотип 5-2-2 и вес 72 кг. При росте 166 см. Это преимущественный эндоморф. Если мы, на основании данных таблиц Шелдона, построим график зависимости гипотетического веса тела для данного соматотипа в разные периоды его жизни, то увидим, что его реальный вес превышает расчетный и будет вероятно увеличиваться с возрастом до 84 кг к 60 годам.
Студент Б. — преимущественный мезоморф и его прогнозируемый вес вероятно будет составлять в старшей возрастной группе 83 кг. Иное дело, студент В., при росте 185 см он весит 67 кг. Это нормальный вес для его конституционного типа и мы видим, что с возрастом его вес мало изменится.
Таким образом, при определении соматотипа, необходимо учитывать возраст, наличие или отсутствие патологических процессов и степень физической нагрузки, то есть необходимо иметь определённый опыт, позволяющий увидеть «тощего эндоморфа» или «толстого мезоморфа». В практике соматотипирования считается, что для окончательной оценки следует принимать тот соматотип, который складывается к 20-25 годам при нормальном питании.
Концепция неизменных соматотипов Шелдона была удобна и для теоретической антропометрии, и для исследования природных типов телосложения. Однако бурное развитие культуризма в 60-е годы привело к появлению таких мышечно-развитых тел, параметры которых не лезли ни в какие рамки. Разработанная в культуризме система тренировок и появление специальных продуктов питания (белки, энергетики, свободные аминокислоты) фактически позволили менять соматотип и поддерживать его в изменённом виде сколь угодно долго.

### Соматосрез Хит — Картера
В 1968 году американские физиологи Барбара Хит и Линдси Картер доработали систему Шелдона, исключив верхний предел для оценочных баллов, представив формулы для численного, а не визуального определения компонентов соматотипа и формулы для расчета X-Y координат результирующей точки на плоскости с тремя осями. Таким образом, расчёт компонентов соматотипа по правильно проведенным замерам позволил получать вполне объективную и адекватно меняющуюся оценку телосложения в виде одной-единственной наглядной точки на плоскости.
Английскими антропологами широко применяется схема Парнелла (Parnell, 1958), основанная на использовании таблицы, приводимой в работе Хит(1968). В ней учитываются три совокупности измерительных признаков для представителей разных возрастных групп: росто-весовые соотношения, костные диаметры и обхватные размеры, а также кожно-жировые складки. Результирующей является балльная оценка соматотипа. Несмотря на то, что Парнелл подверг критике аналогичную схему, главным образом, за некорректность методики фотографирования и субъективизм в оценке развития компонентов состава тела и баллов соматотипа, в основе этого способа лежит, конечно, подход Шелдона. В частности, сохраняется произвольная семибалльная шкала, интервалы распределения шкалы жирового компонента приводятся в соответствии со средними значениями по Шелдону.
Графически соматосрез выражается точкой на плоскости с тремя координатными осями, расположенными под углом 120° друг к другу.

Соматосрез Хит — Картера. Пояснение в тексте

Оси — эндоморфия («жир» — влево-вниз), мезоморфия («мышцы» — вверх) и эктоморфия («кости» — вправо-вниз). Например, более подтянутые, стройные люди «располагаются» на плоскости соматосреза в районе нуля несколько правее от начала координат, манекенщицы, — ещё правее; культуристы располагаются вдоль оси мезоморфии в верхней части плоскости со значением Y более десяти, а избыточный вес загоняет точку влево от нуля. При изменении мышечной массы и количества жира в организме соматосрез будет меняться, и в сравнении с точками предыдущих замеров вы сможете наблюдать дрейф текущей точки, показывающий направление изменений, происходящих в вашем теле. Преимуществом схемы Хит-Картера является то, что она рекомендована авторами для людей обоего пола, всех национальностей и рас, находящихся в возрасте от 2 до 70 лет.

### Современные методики соматотипирования
На сегодняшний день существуют многочисленные модификации соматотипирования, например В. П. Чтецова или М. В. Черноруцкого, которая традиционно применяется в медицинской практике для обозначения конституциональных типов.
При этой схеме выделяют следующие три типа:
- нормостенический тип, характеризующийся пропорциональными размерами тела и гармоничным развитием костно-мышечной системы;
- астенический тип, который отличается стройным телом, слабым развитием мышечной системы, преобладанием (по сравнению с нормостеническим) продольных размеров тела и размеров грудной клетки над размерами живота; длины конечностей — над длиной туловища;
- гиперстенический тип, отличающийся от нормостенического хорошей упитанностью, длинным туловищем и короткими конечностями, относительным преобладанием поперечных размеров тела, размеров живота над размерами грудной клетки.